# Actio familiae erciscundae
Actio familiae erciscundae – w prawie rzymskim powództwo o podział spadku.

## Charakterystyka powództwa
Actio familiae erciscundae służyło podziałowi wspólności majątkowej powstałej wskutek spadkobrania. Jeżeli do podziału spadku chcieli przystąpić spadkobiercy, wyposażeni przez spadkodawcę za jego życia, powinni do masy spadkowej dołączyć (conferre) własny majątek (collatio bonorum). Przykładowo, mogło to nastąpić w wypadku przekazania córce posagu, żonie darowizny z okazji małżeństwa, emancypowanemu dziecku jego peculium.
Actio familiae erciscundae było najstarszą skargą działową, wprowadzoną już ustawą XII tablic. W okresie pryncypatu należała do powództw opartych na dobrej wierze. Powództwo należało do actiones in personam, gdyż stosunek łączący spadkobierców był „zobowiązaniem jak gdyby z umowy” (obligatio quasi ex contractu).